# ᶷ
Cette page contient des caractères spéciaux ou non latins. S’ils s’affichent mal (▯, ?, etc.), consultez la page d’aide Unicode.
ᶷ, appelée upsilon en exposant, upsilon supérieur ou lettre modificative upsilon, est un symbole phonétique utilisé dans certaines variantes non standard de l’alphabet phonétique international. Il est formé de la lettre upsilon ‹ ʊ › mise en exposant.

## Utilisation
Dans certaines variantes de l’alphabet phonétique international non standard, l’upsilon en exposant est utilisé pour représenter des diphtongues. En 1968, Thomas Gay recommande d’utiliser le symbole en exposant pour la deuxième partie mineure des diphtongues.

## Représentations informatiques
La lettre modificative upsilon peut être représenté avec les caractères Unicode suivants (Latin étendu – extensions phonétiques – supplément) :
| formes       | représentations | chaînes de caractères | points de code | descriptions                          | note                            |
| ------------ | --------------- | --------------------- | -------------- | ------------------------------------- | ------------------------------- |
| modificative | ᶷ               | ᶷ                     | U+1DB7         | lettre modificative minuscule upsilon | codé pour le symbole phonétique |